# 知識経済
知識経済（ちしきけいざい、英: knowledge economy）は、知識の生産と管理に焦点を合わせた知識の経済活動か、知識を基盤とした経済のどちらかに使われる言葉である。二番目の意味として（むしろこちらの方がよく使われていた）経済的利益を生み出すために、知識の使用を参照する語句である。ピーター・ドラッカーによってこの用語が生み出され、著書『断絶の時代』(The Age of Discontinuity)の12章の見出しで使われ、一般に広まった。　また、知識経済を支える労働者を知識労働者と呼ぶ。
多くの評論家は、今日の地球規模の経済は、知識経済か情報化社会への過渡期であると述べている。しかし、20世紀の工業の成功の経済の原則や実践よりは経済上の資源の危機の専門的知識(Trade secret)のような方策で世界の連結に改めて行く必要があるとも述べている。これらの原則は、企業や産業の規模で改めていく必要があり、政策の知識か知識に関係した政策の知識経済としての公共の政策のレベルである。
知識経済の思考において大きく忘れられた物は、知恵である。知恵は、判定、倫理、経験そして直観力の判断を切願していて、全ての知識の最高の効果にとって必要なものである。

## コンセプト
この分野の概念で重要なことは、知識と教育は次のようにして取り扱われる。
- 教育的で知力の商品の革新と高い価値の見返りのサービスとしてのビジネス商品。
- 生産的資産

## 原動力
評論家は、以下の3つの力を連結させ、ビジネスと国家的な競争の原則の変更を変えることを提案した。
- グローバリゼーション - 市場と生産がより地球規模となる。
- 情報／知識の度合い - 情報とノウハウに頼った効率の良い生産。先進経済の70％以上の労働者は情報労働者である。多くの工場の労働者は彼らの手を用いるより頭を用いている。
- コンピュータネットワークと接続可能性 - 電子ネットワークを発展させ、インターネットを地球村に持って行く。

結果、モノとサービスは発展して、売買され、そして多くの場合、他の電子ネットワークに配られる。

幾つかの新しい技術の使用用途は、どのようにして経済的な欲求を満たすかである。それは、休止状態か商業的な躍進かに留まることが出来る。

## 特色
それは、知識経済はいままでの伝統的な経済よりも幾つか異なっている重要な鍵があると議論される：
- その経済は欠乏しておらず、むしろ豊富である。使用すると枯渇してしまう多くの資源と異なり、情報と知識は共有出来、そして実際に利用することを通してそれは成長する。
- 場所の効果として
  - 多くの経済の活動としてふさわしい技術と方法を用いる、仮想的な売り込み市場(Marketplace)(例:Virtual shopping)や仮想的な組織がスピードと機敏さ、24時間体制での操作と地球規模的な到達が作られた。
  - 反対に、知識の中心のビジネス集団の製作の幾つかの他の経済分野を強化し世界規模の卓越に到達させる。
- (知識経済に於いては)法律、障害、そして税金が国家的な共通基盤の上には現れにくい。知識と情報は、高い要求と低い障害においてリークする。
- その知識は、少なく深く留まった知識と知識集約の類似の商品を超え、命じられた価格プレミアムのサービスや商品を増加させる。
- 人的資源の能力は、知識を基盤とした企業の価値が鍵となる構成である。
- コミュニケーションは、基本的な知識の流れの増加が見られる。社会の構成、文化の背景、そして社会関係に影響を与えている他の要因である。

従って基本的な重要知識経済。
これらの特徴は、経営者そして知的労働者のアプローチと考えが必要である。